# Zsámbéki Színházi és Művészeti Bázis
A Zsámbéki Színházi és Művészeti Bázis a Zsámbék fölött elterülő hajdani szovjet üzemeltetésű Zsámbéki Légvédelmi Rakétaosztály harcálláspontjának területén a 2000-es évek elején létrehozott kulturális (színházi, művészeti, hadtörténeti, turisztikai és természetvédelmi) helyszínként szolgáló többhektáros területen működő intézmény, melyet 2006 óta a Zsámbéki-medence Idegenforgalmi Egyesület üzemeltet.
2005-ben az itt található épületegyüttest műemlékké nyilvánították.
A terület a Natura 2000 hálózat keretében a Nyakas-tető szarmata vonulat kiemelt jelentőségű természetmegőrzési területre jellemző, kiemelt közösségi jelentőségű, jelölő élőhelytípus is, melyen viszonylag nagy kiterjedésű szubpannon sztyepp is található, sok védett növényfajjal.
2005-től a zsámbéki nyári színházi fesztivál is ezt a nevet viseli.

## Elhelyezkedés
A Zsámbéki Színházi és Művészeti Bázis Pest vármegyében, Zsámbék külterületén a Nyakas-hegyen helyezkedik el. A területet a Budai-hegység, a Pilis, a Gerecse, a Vértes és a Budaörs-százhalombattai dombok egyedülálló panorámája veszi körbe. A Duna–Ipoly Nemzeti Park által kijelölt egyik „zöldfolyosó” része, illetve az Európai Unió Natura 2000 programjában védelemre ajánlott magyarországi területek egyike.

## Közlekedés
A bázishoz autóval az 1105 jelű, Zsámbékot Szomorral összekötő útról leágazó, megközelítőleg 1 km hosszú aszfaltúton lehet eljutni.
Elsősorban kerékpárral vagy gyalogosan, esetleg autóval is, a zsámbéki romtemplomtól (eleinte a Peremtúra mozgalom sárga sáv turistajelzése mentén) indulva hozzávetőleg 2,5 km-nyi helyi és földutakon közelíthető meg.
A szezonban a fővárosból (Széna tér) menetrend szerinti buszjáratokkal Zsámbékra (Szent István tér) érkezők az előadások előtt és után fél órával induló színházi buszjárattal tudnak (a Zsámbéki Művelődési Ház elől) a bázisra ki és onnan visszajutni.

## Története

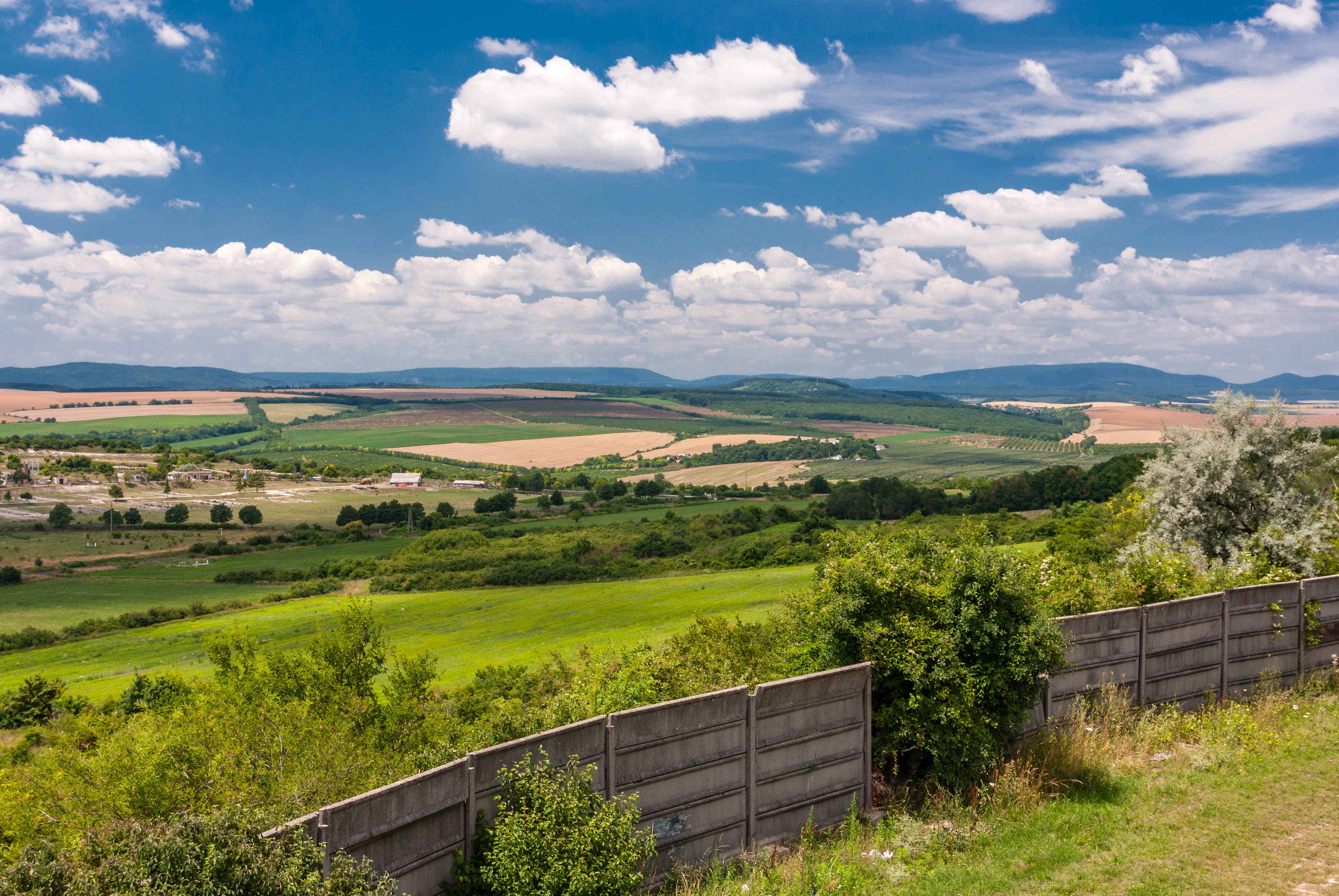
Kilátás a bázis nyugati (Pulcinella) fedezékéből Szomor és a Gerecse felé 2011 júliusában György Gábor fotóján

A Zsámbéki Színházi és Művészeti Bázis létrejötte szorosan összekapcsolódik egy fesztivállal. 1982-ben költözött Zsámbékra népművelőkként Mátyás Irén és férje, Bicskei Gábor, aki az 1970-es években a Népművelési Intézet színházi referenseként dolgozott. 1983-ban együtt alapították a Zsámbéki Szombatok rendezvénysorozatot. Minden szombaton egész napos programokat szerveztek: gyerekelőadásokat, kiállításokat, délutánonként koncerteket, este pedig színházi produkciókat. Ez a helyi rendezvény a zsámbéki romtemplom látványképére alapozva és a falu különleges helyszíneit – mint a Török-kút, a Zárdakert vagy a barokk kastély – kihasználva hamarosan országos jelentőségű nyári színházi fesztivállá és csütörtöktől vasárnapig tartó hétvégékké nőtt. Mivel a nyolcvanas években a magyar színházi avantgárdnak elsősorban az amatőr színjátszás tudott teret adni a hivatalos színházi műsorpolitika mellett, ezért az amatőr társulatok is már kezdetektől lehetőséget kaptak a zsámbéki nyarakon. Ezek, az egyre professzionálisabbá váló úgynevezett „alternatívok” aztán a későbbiek folyamán is visszajárók lettek a hagyományos színházak és az újonnan szerveződő amatőr színjátszóknak szervezett táborok, képzések mellett.
A rendezvény eleinte a nyíregyházi színházzal együttműködésben működött, hiszen Szabolcs-Szatmár-Bereg megyének fontos volt, hogy Pest környékén is bemutatkozzon a teátrum és finanszírozták zsámbéki vendégjátékait. De határon túli magyar produkciók és más vidéki előadások bemutatásához is sikerült pénzt szerezni.
1990-ben elhunyt az egyik alapító, Bicskei Gábor, így Mátyás Irén egyedül folytatta a nyári színházi játszóhely szervezését. Az 1980-as évekbeli különböző pályázati támogatások, majd a rendszerváltás utáni kulturális finanszírozási rendszer változása is lehetővé tették, hogy egyre több profi társulat is felléphessen. Később pedig már nem csak vendégelőadásokat hívtak meg, hanem saját bemutatókat is tartottak. Ez utóbbiak közül a legelső bemutató a Beatrice Bleont rendezte Mester és Margarita volt 1997-ben, román és magyar szereplőkkel. Ez kijelölte az utat, amelyen szakmailag haladni akart, nagy hangsúlyt helyezve a műhelymunkára, de a finanszírozást tekintve is nemzetközi távlatot nyitott. Rendszeres fellépők lettek a rendezvényen a vajdasági magyar társulatok is.
Az addig a községi művelődési ház fesztiváljaként működő Zsámbéki Szombatok által elérhető közművelődésügyi pályázati lehetőségek a 90-es évek közepére már nem voltak elegendők a továbbfejlődéshez. Így, hogy hozzáférhessenek a kifejezetten színházi pályázatokhoz is, 1995-től Zsámbéki Nyári Színház néven, önálló intézményként szerveződött tovább a fesztiválsorozat. Ennek keretében már a kultúrháztól független prózai és zenés színházi előadásokat mutattak be Zsámbék több pontján. Majd 1998-ban Mátyás Irén létrehozta Zsámbékon a Tourinform Irodát is és így már idegenforgalmi pénzekre is pályázhatott.
1997-ben Mátyás Irén és Gedeon József, a Gyulai Várszínház igazgatójának közös kezdeményezésére létrejött a Szabadtéri Színházak Szövetsége, melynek a rendezvénysorozat azóta is tagja.
2002-ben a Zsámbéki Nyári Színház által a Kultúra 2000 pályázatra beadott egyéves projekttervezet – mely keretében annak a Büchner Woyzeckje alapján elkészült Pulcinella közlegény című vásári játék megvalósítására pályázhattak magyar, román és olasz közreműködőkkel, amit aztán mindhárom országban be is mutattak – volt az első, a tagjelöltekkel együtt az összes ország számára kiírt Európai Uniós pályázat, melyet projektvezetőként magyar fél nyert el.
Ekkor egy újabb változás történt, ugyanis az események többsége egyre inkább a 2001-ben használaton kívül helyezett egykori rakétabázis egészen különleges tereiben zajlottak. Először 2002-ben használták a helyszínt, a Csontzene című előadás színtereként. 2003-ban, amikor is negyedszer rendeztek tematikus színházi találkozót, a Zsámbéki Nyári Színház vendégjátékai és saját bemutatói is a háború témáját járták körül, ami ezáltal szinte magához vonzotta akkortól színházi, kulturális célokra használt színtereit. A rendezvény felvette a Zsámbéki Színházi Bázis nevet, majd 2005-től a szabadtéri színház hivatalos és a Zsámbéki Légvédelmi Rakétaosztály harcálláspontjának megnevezése is Zsámbéki Színházi és Művészeti Bázis lett.
Az egykor a főváros légterét óvó hadászati csúcstechnikát felvonultató zsámbéki őrhely és rakétabázis katonai épületeinek együttese 2005-ben országos műemléki védettséget kapott, mint a magyarországi erődépítészet történetének „legfiatalabb megőrzendő értéke”, mivel a többi hasonló hadászati létesítmény más célú hasznosítása után az egyetlen olyan 20. századi erődítmény maradt, amely őrzi az 1960-as–1970-es évek sajátos építészeti emlékét, még ha kulturális intézményként funkcionál is tovább.

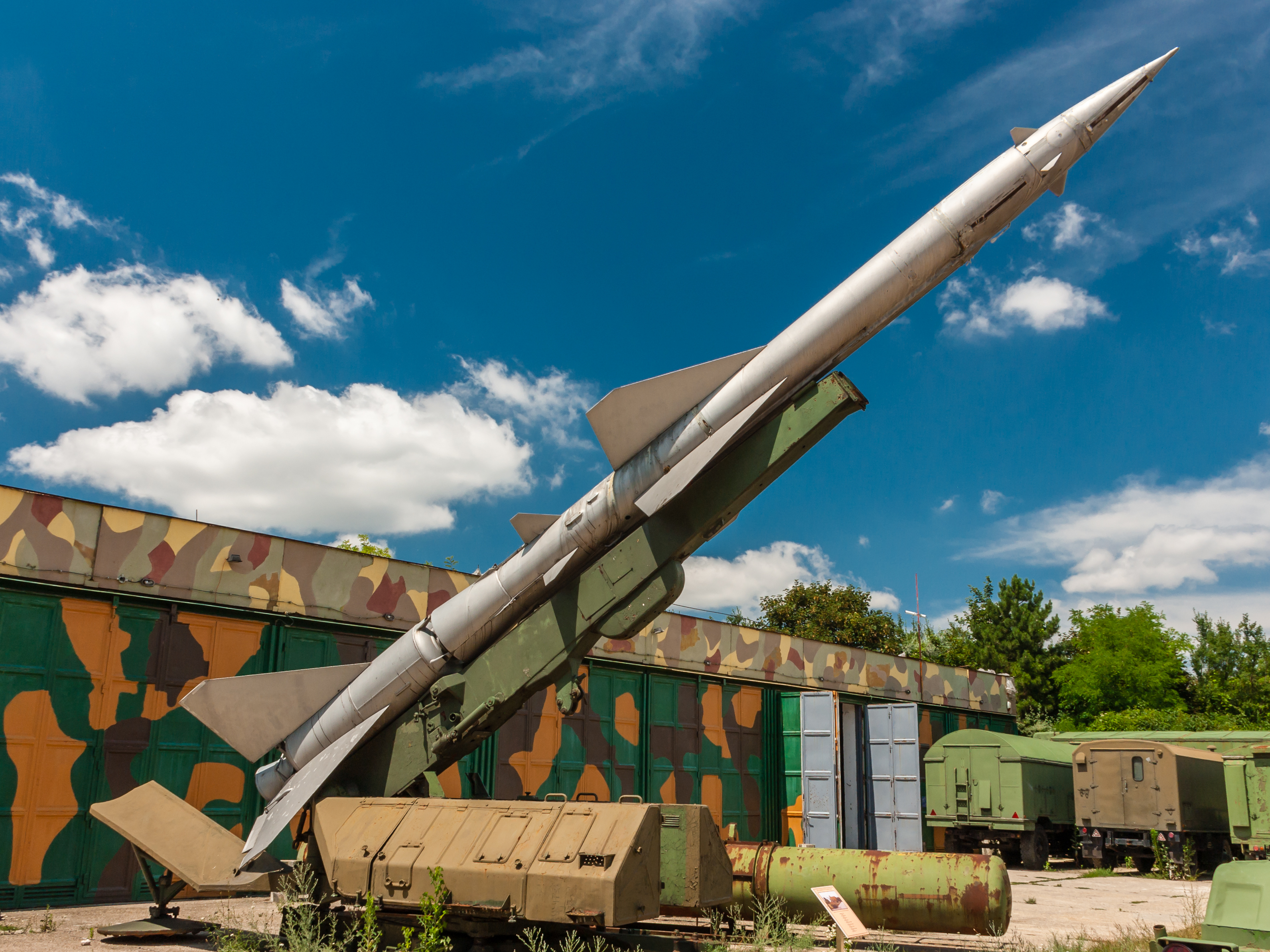
SZ–75 Dvina közepes hatótávolságú szovjet légvédelmi rakétarendszer a zsámbéki rakétabázison (2011)

A bázis 2006 januárjától került a Zsámbéki-medence Idegenforgalmi Egyesület kezelésébe a Magyar Államkincstárral kötött szerződés értelmében, kulturális célú hasznosításra. Az év szeptember 22-én nyitották meg a Hadtörténeti Múzeum részlegeként működő Földi Telepítésű Magyar Légvédelem Fegyvernemi Múzeumát is, mely Magyarország egyetlen átfogó tematikus légvédelmi gyűjteménye volt 2014-ig, ahol 2016 júliusában szintén egyedülálló repülésrégészeti kiállítás nyílt. Az elsősorban színházi előadásoknak, kiállításoknak és egyéb kulturális rendezvényeknek helyet adó műemlék rakétabázis június elejétől szeptember végéig, az azon belül működő múzeum pedig április közepétől október közepéig látogatható.
A bázis területe a Natura 2000 hálózat keretében a Nyakas-tető szarmata vonulat kiemelt jelentőségű természetmegőrzési területre jellemző, kiemelt közösségi jelentőségű, jelölő élőhelytípus, melyen viszonylag nagy kiterjedésű szubpannon sztyepp is található, sok védett növényfajjal. A Zsámbék közigazgatási területére eső, helyi védelem alatt álló részekre a Zsámbéki-medence Tájvédelmi Egyesület megbízásából 2006-ban készült kezelési terv, amelyet 2010-ben, átdolgozás után az önkormányzat jóváhagyott.
Ezeken a különleges helyszíneken igazán fontos alternatív előadások születtek, és nemzetközi hírű, kelet-közép-európai rendezők jártak vissza dolgozni, hozzátenni magukét a sajátos atmoszférához, amit a késő római-korai gótikus épület maradványai, illetve az erdei rakétasilók eleve odaraktak.
2013-ban a zsámbéki kulturális bázis alapítója és vezetője, Mátyás Irén meghalt. A rendezvények igazgatását – részben már 2012-ben – előbb közvetlen munkatársa, Vásárhelyi Nóra vette át Artner Szilvia újságíró, mint művészeti tanácsadó segítségével, majd 2015-ben Árkosi Árpád, aki tervei szerint a bázis mellett újra szervezne játékokat a romtemplomnál, a zárdakertben és a művelődési házban is. Célja egy a Bicskei Gábor és Mátyás Irén hagyatékát jelentő, őket jellemző színházi innovációs szemlélet megőrzésével létrehozott, workshop jellegű „színházi Sziget”.

### Mátyás Irén-emlékdíj
A színházi bázis alapító-igazgatójának emléket állítva testvére, Mátyás Katalin díjat alapított, amellyel minden évben az előző évad legkiválóbb művészeti teljesítményét kívánják elismerni a névadó szellemiségét követve. A Mátyás Irén-emlékdíjat először 2016 júniusában ünnepélyes keretek között, a Mátyás Irén és Bicskei Gábor tiszteletére tartott emléknapon adták át Hegymegi Máténak a 2015-ös Kohlhaas rendezéséért, ami később több más szakmai díjat is elnyert. 2017-ben Horváth Illés kapta az elismerést a Köztársaság című dráma megrendezéséért, mely darabot rendkívüli sikerrel játszották Zsámbékon, majd Budapesten is. A 2017-s évadban a Hintákat rendező Galgóczy Judit a 2018-as évad kitüntetettje pedig az Álom újratöltve produkció rendezője, Sardar Tagirovsky lett.

## Helyszínei, területi adottságok
A Zsámbéki Légvédelmi Rakétaosztály harcálláspontjának (11/3 légvédelmi rakéta osztály Volhov MN1159, hívójele: Kókusz) kialakítására az 1978 tavaszán felállított 11. Honi Légvédelmi Rakétadandár korszerűsítési programjának keretében, 1977 és 1982 között került sor. Ekkor épült fel a 17 hektár alapterületű zsámbéki rakétabázis, mely a második világháború után 1952-re kiépült légvédelmi tüzérségi gyűrű része lett.
Az épületegyüttes magját hatszög alakban elrendezett hat, védősánccal körbevett, kerek területen kialakított lebetonozott rakétaindító állás – és az azokhoz tartozó fedezékek és tárolók –, illetve a hatszög közepén, a legmagasabbra összehordott domb tetején elhelyezett és – 7 méter belső átmérőjű, 2 méter magas – beton gyűrűvel védelmezett radarállomás képezte. A legénység elhelyezésére szolgáló laktanyaépület felszín feletti részeit terepszínű álcázófestéssel borítottak. A bázis bejáratánál őrház épült.
A katonai létesítmény részét képezte még két üzemanyagtöltő állomás, hat kétállásos és egy hatállásos fedezék is. Ez utóbbiak hangárfalain több, vörös és zöld színű, sablonnal felfestett felirat is fennmaradt, amelyek egy része általános utasításokat tartalmaz, s némelyikük felidézi a késő Kádár-kor hangulatát.
További két, 54 méter hosszú, szabadon álló épület is tartozott a létesítményhez. Az egyik vasbeton gerendavázas, betonpanel térkitöltőkkel és betonpadlóval gépjárműtárolóként szolgált, míg a másik rakétatároló lehetett. A melléképületek között található volt egy garázs, egy víztározó és egy üzemanyagtározó létesítmény, valamint három őrtorony.
A rakétabázisról, bár vegyes típusú rakétaosztályokból állt, melyek 500 métertől egészen 257 km hatótávolságig képesek lettek volna ellenséges légi
célok megsemmisítésére és magassági tartományuk 20 m-től 40 km-ig terjedt, éles rakétaindítást nem végeztek. A légvédelmi létesítmény fenntartása hidegháború befejeződése miatt egyre inkább okafogyottá vált, a technika fejlődésével hatékonysága is csökkent. Ezért miután 1995. június 28-án a légvédelmi csapatok kiléptek a készültségi rendszerből, a többi bázissal együtt a zsámbékit is bezárták.

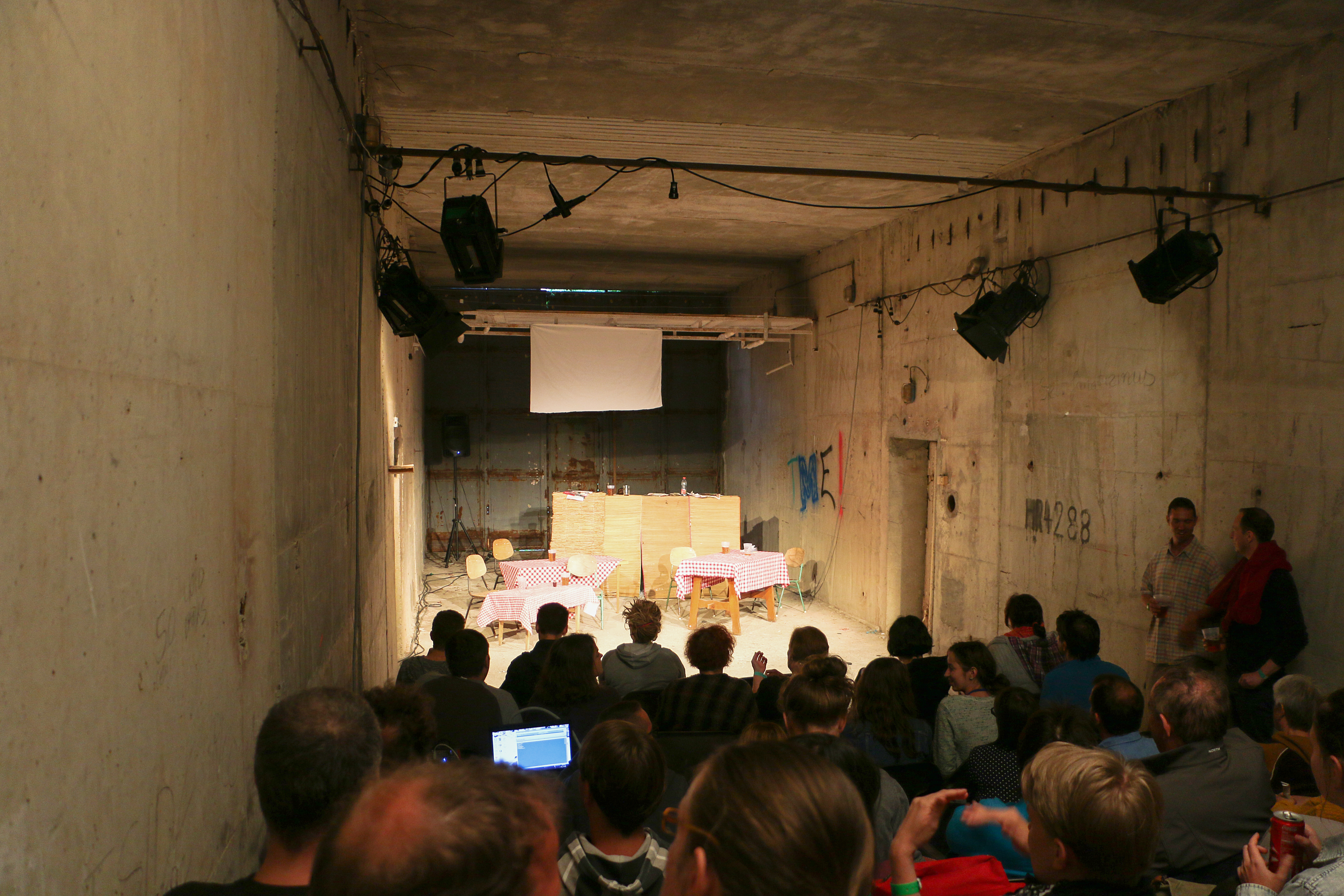
A Sárkánytivornya című színházi előadás előtt; Y.EAST cseh-magyar fesztivál, 2016

A helyszínt a 2000-es évek elején a Zsámbéki Nyári Színház rendezvény fedezte fel újra és tett lépéseket megmentéséért. A civil kezdeményezés érte el műemléki jelentőségű területté nyilvánítását. Az országban egyedülállóan így 2003-tól „színházi és művészeti bázisként” is üzemel, ennek megfelelően több fedezék előtt is színpadokat állítottak fel, illetve 2006 óta múzeum működik itt, de természetvédelmi szerepe is van. Az egykori őrszobán működő jegypénztárban váltható belépődíj ellenében nyitvatartási időben megtekinthető a terület.

### Nyári színház, kortárs művészeti rendezvények
A Zsámbéki Nyári Színház először 2002-ben használta a helyszínt, Kovács Kristóf Csontzene című előadásának színtereként Simon Balázs rendezéséhez. Ezután 2003-ban, amikor is negyedszer rendeztek tematikus színházi találkozót, a háború témáját járták körül. Mind a vendégjátékok (Johnny fegyverben; Nem fáj – Szabadka; Kalapács a kézben – a sepsiszentgyörgyi színház román társulata), mind pedig a saját bemutatók (Verebes Ernő Kioldás – tanulmány egy végkifejletthez című művét a beregszászi társulat adta elő Vidnyánszky Attila rendezésében és a Csontzene című darab is felújításra került). Ez szinte magához vonzotta az ezáltal akkortól színházi, kulturális célokra használt helyszínt. A rendezvény és a Zsámbéki Légvédelmi Rakétaosztály harcálláspont megnevezése Zsámbéki Színházi és Művészeti Bázis lett.
Az elhagyott katonai létesítmények betoncsarnokai, amfiteátrum szerű formái a kortárs színház, zene és képzőművészet számára rendkívül inspiráló tereket alkotnak. A szakmai műhelymunka, a különböző művészeti ágakban szervezett workshopok, alkotótáborok, újszerű színházi előadások, kortárs zenei és képzőművészeti események mellett a laktanyaépület felújításával praktikusan szállást és ellátást is biztosít a szezonon, azaz egész nyáron át.

„Az eredetileg a rombolás számára készült színhelyből a kultúra erődje legyen”

– A Zsámbéki Színházi és Művészeti Bázis Európai Uniós KULTÚRA 2000 pályázatának keretében preferált célja.

2009-ben a Zsámbéki Színházi és Művészeti Bázis a Magyar Fesztivál Regisztrációs és Minősítési Program keretében kiváló minősítésű művészeti fesztivál minősítést kapott. A fesztiválprogramok finanszírozása helyi „fenntartói támogatás” nélkül, külső pályázati és szponzori forrásokból történik.

#### A nyári színház, kortárs művészeti rendezvények helyszínei
A bázis helyszínei nem a szokványos színházi körülményekkel, terekkel szolgálnak az ide látogatóknak. Született itt már olyan előadások is, ahol a nézőket a rakétabázis erdő-erődjének rejtekein vezették végig. Ilyen volt 2011-ben Botho Strauß Meggyalázás című darabja Borbély Szilárd fordításában és Lucie Málková rendezésében. A színházművészet különböző korosztályokat és ízléseket figyelembe vevő kiemelt szerepe mellett a zene- és a képző-, valamint ipar- és fotóművészet is megjelenik, megjelenhet a területen. Szabadtéri és beltéri helyszíneken egyaránt.
A színházi hasznosítású épületek
- Bázis központ[38]
A központi épületet a színházi hasznosítás céljából újították fel, benne büfé,[39] táncterem, számítógép terem, kulturális szoba és szállás is található.[40]
- Színházi csarnok[38] (Passio[39])
A légvédelmi múzeum („7”-es megnevezésű) épülete melletti hangár. Az első benne bemutatott színházi előadásról kapta a nevét,[41] ami 2005. augusztus 5-én, Horváth Csaba koreográfus-rendezésében a zsámbéki színházi bázis, a Gyulai Várszínház és a Közép-Európa Táncszínház közös Passió (Stációk) című táncszínházi produkciója volt, mely szövegeit Sopsits Árpád és Deres Péter írta.[42] A szűk ablakokkal ellátott vasbeton csarnok padlóját másfél mázsa másodosztályú liszt fedte a bemutató és 2008-ban a felújított előadáson is.[41][43]
- Színházi fedezék[38] (Volhov[39])
- Teátrum[38]
- Nyitott színházi csarnok és kilátópont[38] (hatlyukú[44])
Ez a helyszín hat egymás mellett álló, egyenként ajtó nélküli, de egy-egy ajtónyi résen átjárható betonsilóból áll.[44]
- Színházi fedezék és kilátópont[38] (Pulcinella[39])
A zsámbéki laktanya feletti játszóhely nevét a Kovács Kristóf és Simon Balázs Pulcinella közlegény című, 2003. augusztus 8-án, az EU Kultúra 2000 pályázatának támogatásával itt tartott ősbemutató előadásról kapta, melynek dramaturgiájában még egy vurstli is helyet kapott a hangár előtti térben.[45][46][47]

### Múzeum

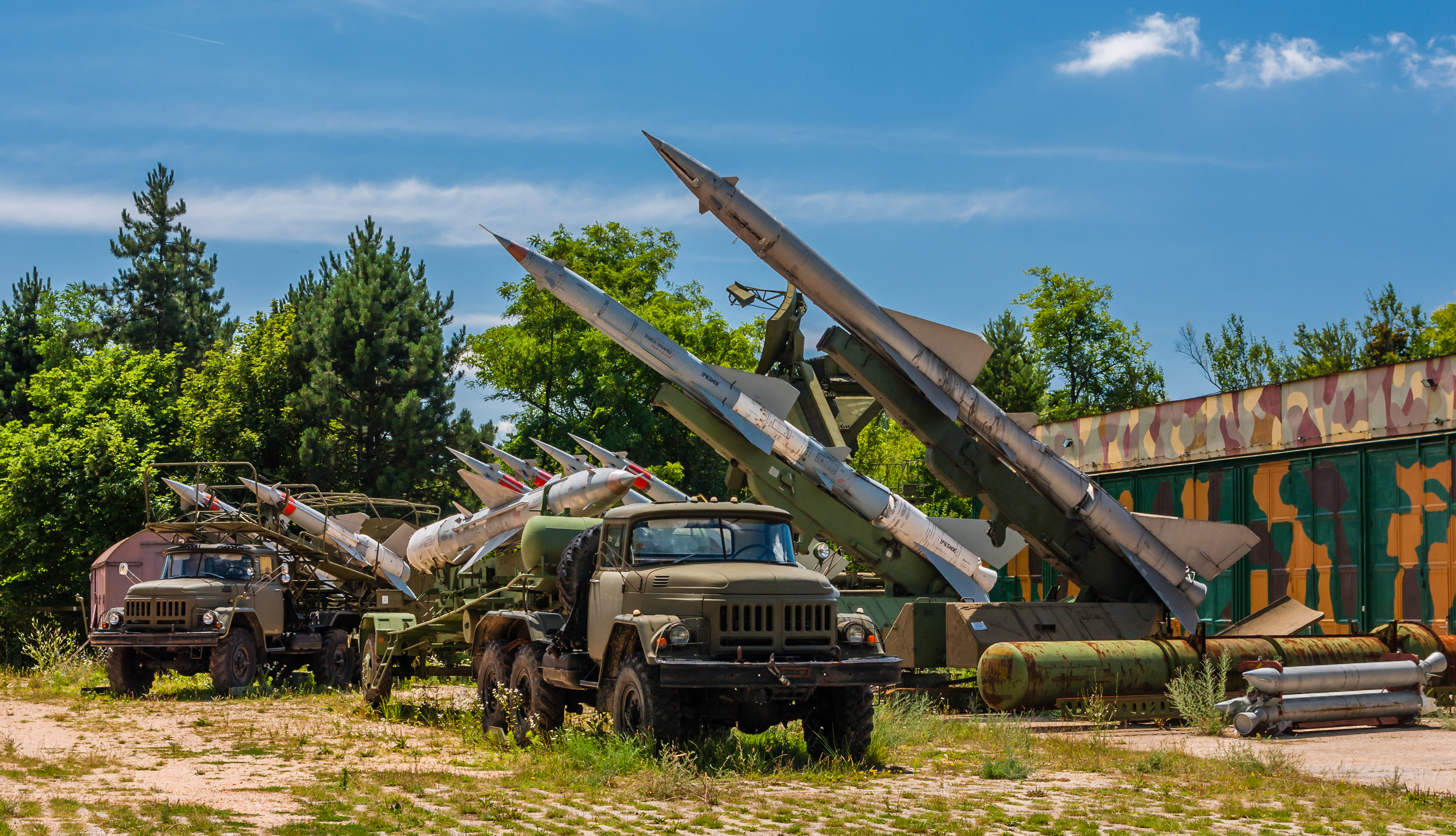
A Földi Telepítésű Magyar Légvédelmi Fegyvernem Múzeuma a zsámbéki rakétabázison, 2011. július

Itt nyitott meg 2006. szeptember 22-én a Földi Telepítésű Magyar Légvédelem Fegyvernemi Múzeuma a Honvédelmi Minisztérium és a Hadtörténeti Intézet és Múzeum segítségével. 2009-ben még ünnepi keretek között bővítették is az egyedülálló állományt, mely eredeti környezetben, tematikusan mutatta be az 1950-es évektől az 1900-as évek végéig a honi légvédelemben használt eszközöket. Elsősorban a Magyar Néphadsereg légvédelmi eszközeit vonultatta fel a múzeum, de akadtak második világháborús eszközök is. A kiállító csarnok mellett a közel kéthektáros terület szabadtéri kiállítóhelyein a műtárgyakat funkciójuk alapján tematikus un. parkokba csoportosították. Ezek a következők voltak: rádiólokátor park, töltőberendezés park, légvédelmi tüzér park, csapatlégvédelmi park és honi légvédelmi park. 2012-ben a kiállítóhelyen 92 itt elhelyezett eszközt tartottak számon.
Helyszínek:
- SZNR fedezék
- Szakaszfedezék (2)
- Indítóállások
- 7-es épület
- 7/A épület
- Készenléti épület
- Hajtóanyag-töltőhely

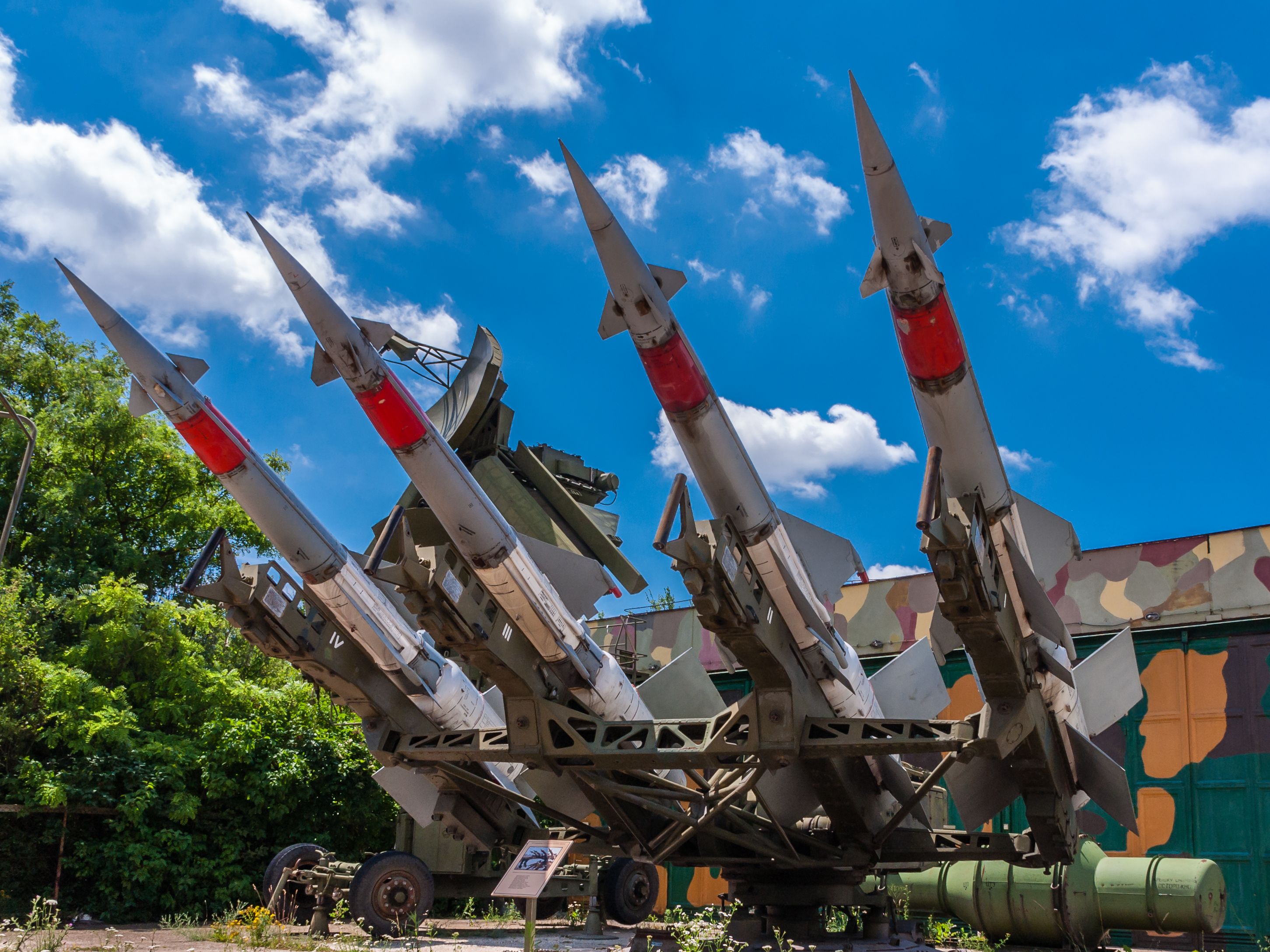
Az SZ–125 Nyeva fix telepítésű, közép-hatómagasságú honi légvédelmi rakéta 2011 júliusában

Azonban 2011-től nem volt élő szerződés a kezelő Zsámbéki-medence Idegenforgalmi Egyesület és a tulajdonos Magyar Nemzeti Vagyonkezelő Zrt. között a műtárgyakról. A magas őrzési – amiről nemzetközi egyezményekben rögzített módon a Honvédelmi Minisztériumnak kellett gondoskodnia – és a „látogathatósági” költségek – amiről az egyesület a jegybevételekből igyekezett gondoskodni – miatt 2014-ben a felszámolásról született határozat. 2015-ben a Honvédelmi Minisztérium a tulajdonában álló katonai műtárgyakat elszállíttatta, hogy más kiállítóhelyeken mutassák be őket.
2016. július elején az egykori légvédelmi rakétabázison Hősök a levegőben és földben címmel – Magyarországon elsőként – repülésrégészeti kiállítás nyílt, amely a második világháborúban harcolt repülőszemélyzeteknek állít méltó emléket. A kiállításon a Magyar Roncskutató Egyesület kutatási anyagait, valamint repülős relikviákat mutatnak be.

### Természetvédelem

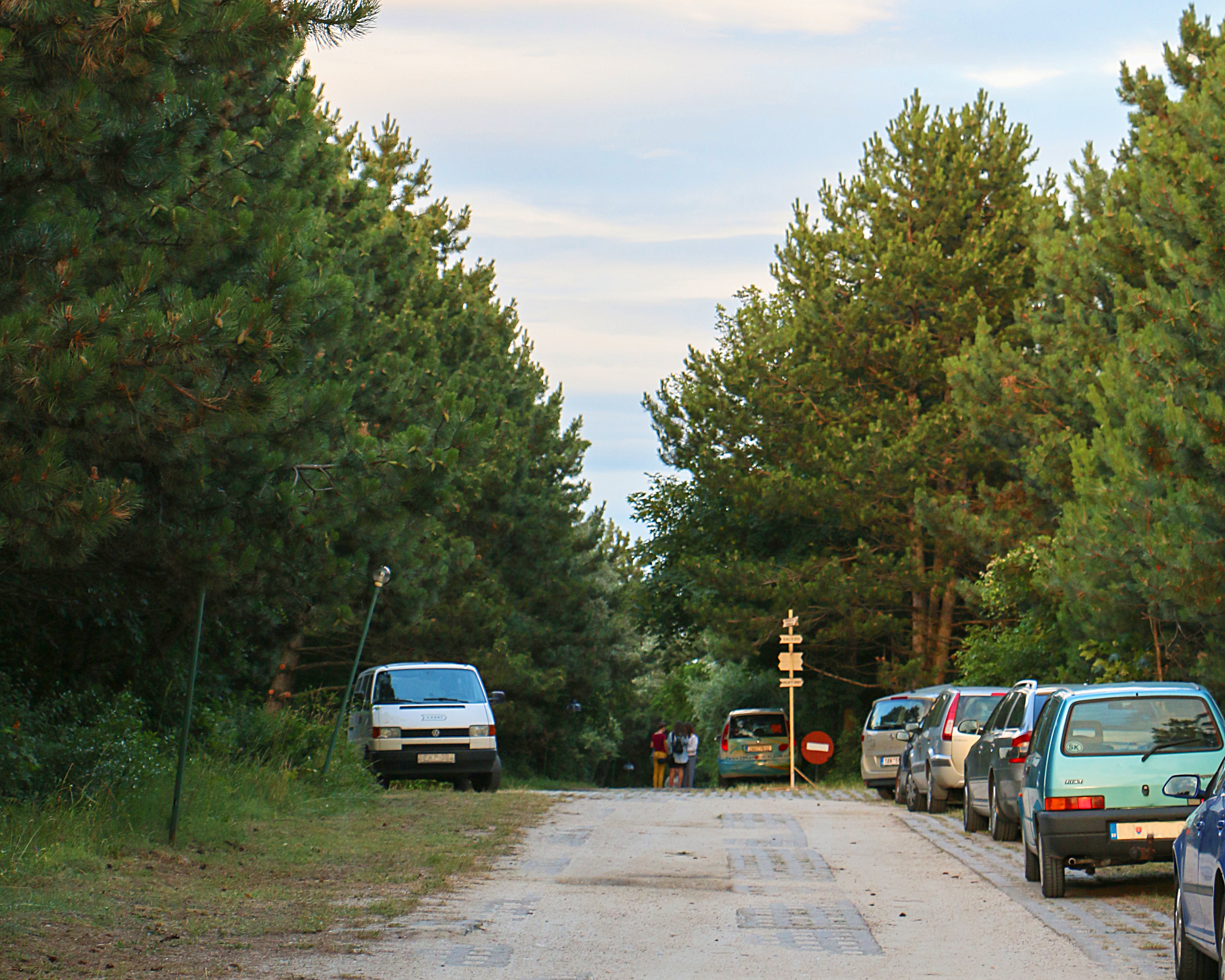
A bázis bevezető útja feketefenyővel övezve

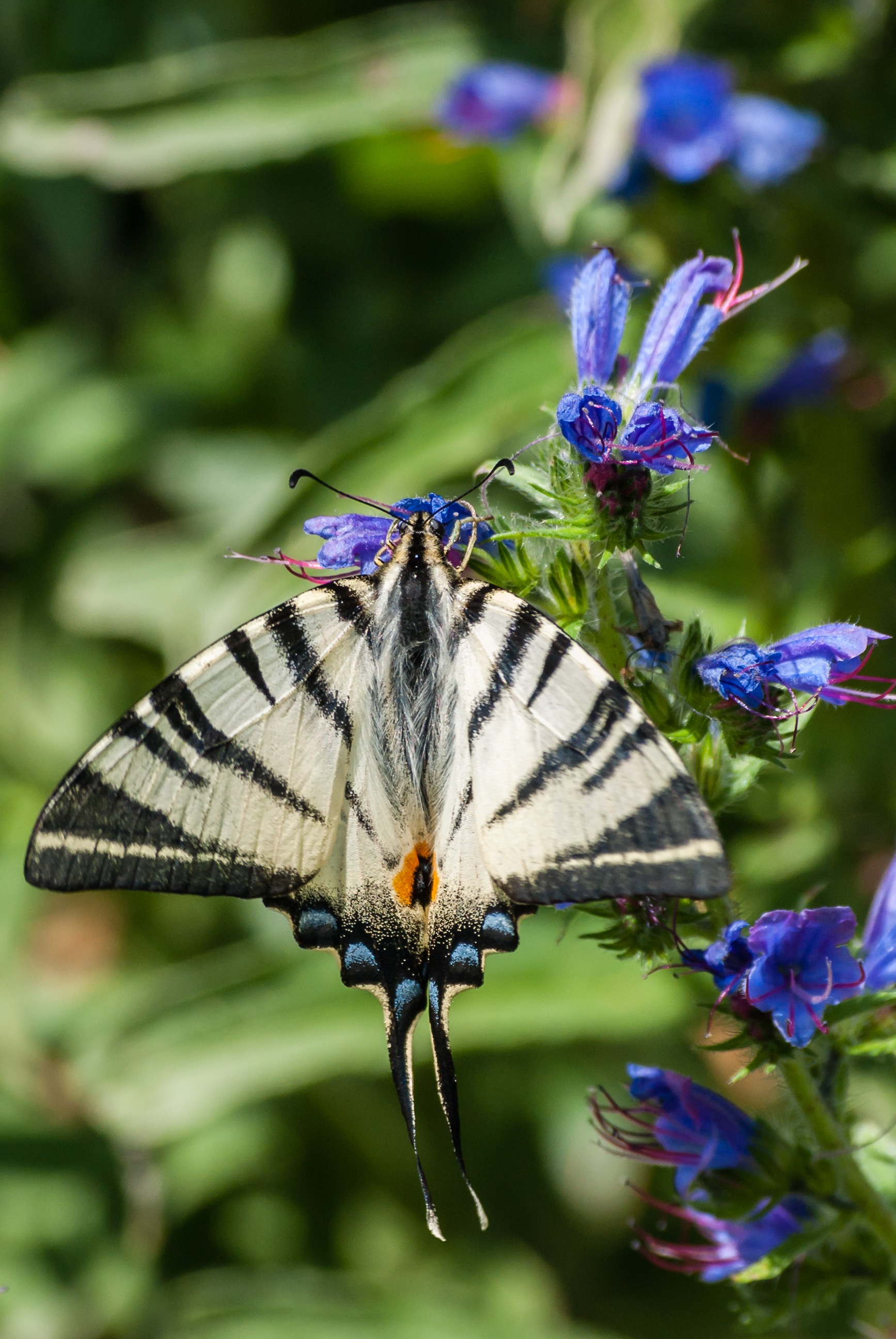
Kardfarkú lepke a Zsámbéki Színházi és Művészeti Bázis területén 2011 júliusában

A Duna–Ipoly Nemzeti Park Igazgatóság (DINPI) és a Magyar Madártani és Természetvédelmi Egyesület (MME) 2012-ben több mint 2 évre szóló együttműködési megállapodást kötött Natura 2000 területekre vonatkozó fenntartási tervek elkészítésével kapcsolatban, mely a Mezőgazdasági és Vidékfejlesztési Hivatal (MVH) jóvá is hagyott. Ennek során többek közt külső szakértők bevonásával 2014 őszéig 36 db, a DINPI működési területén található Natura 2000 területre készítettek fenntartási terveket. Ezek egyike a Nyakas-tető szarmata vonulat (HUDI20037)megnevezésű terület, amely kiterjedése 614,22 hektáron Szomor, Tök, Zsámbék és Mány közigazgatási területét érinti. Célkitűzése, hogy az ott található, a kijelölés alapjául szolgáló közösségi jelentőségű fajok és élőhelytípusok kedvező természetvédelmi helyzetét megőrizzék, fenntartsák, helyreállítsák, valamint a Natura 2000 területek lehatárolásának alapjául szolgáló természeti állapotot, illetve a fenntartó gazdálkodás feltételeit biztosítása. A bázis területén – korábbi zártságának köszönhetően – viszonylag nagy kiterjedésű szubpannon sztyepp található sok védett növényfajjal, mely természetes élőhelye a pillangók rendkívüli sokaságától a vadnyulakig, őzekig számos állatfajnak is. Ugyanakkor a Nyakas fennsíkján tájidegen feketefenyő – amit az 1920-as években erózióvédelem okán telepítettek a hegy peremére –, illetve a fenyő szóródó magjaiból kelt beerdősülés alapvetően veszélyezteti a területen már kialakult természetes életközösségeket és a biológiai sokféleség fennmaradásához szükséges feltételeket.
2007 tavaszán a Zsámbéki Idegenforgalmi Egyesület kezdeményezte az Ökotárs Alapítvány által megismert „zöldút program” helyi megvalósítását. A BudaVidék Zöldút első, a Zsámbék–Tök–Telki–Budajenő–Páty–Biatorbágy településeket összekötő szakasza 2008. május 10-én került átadásra.